# لورين فورد
لورين فورد (بالإنجليزية: Lauren Ford)‏ هي رسامة أمريكية، ولدت في 23 يناير 1891 في نيويورك في الولايات المتحدة، وتوفيت في 30 أغسطس 1973 في واتربوري في الولايات المتحدة.